# Magó (212 aC)
Magó va ser un comandant cartaginès que va dirigir la cavalleria púnica a Càpua l'any 212 aC. En una sortida que van fer els cònsols Api Claudi Pulcre i Quint Fulvi Flac, el van vèncer. Aquesta sortida va provocar forta confusió i moltes baixes als cartaginesos.
Apareix poc després dirigint un cos de cavalleria a les ordres supremes d'Hanníbal i participant destacament a la derrota del pretor Quint Fulvi a Herdonea.